# Kolosváry Bálint (grafikus)
Kolosváry Bálint (Szeged, 1928. november 9. –) grafikus, festő.

## Élete
Jaschik Álmos budapesti grafikai iskolájában kezdte művészeti tanulmányait 1946 és 1950 között. Jaschik iskolájának tanmenete, munkarendje szoros rokonságot mutatott a Bauhauséval. A század első felében működő szabadiskolák laza, olykor bohém művésznevelése helyett a megélhetést biztosító alkalmazott grafika szigorú és módszeres elsajátítása volt a cél.
1947-1948-ban a Magyar Iparművészeti Főiskola hallgatója volt, mesterei Köpeczi Bócz István, Miháltz Pál és Kállai Ernő voltak. 1977-ben a Balatoni Kisgrafikai Biennálén műveivel nívódíjat nyert. A Miskolci Grafikai Biennálékon rendszeresen részt vesz.
Munkásságában jelentős helyet foglal el a grafikusi, könyvillusztrátori tevékenység. Több évtizeden át könyvborító-tervezéssel és illusztrálással foglalkozott. Több könyvkiadó (Móra, a Zrínyi, a Műszaki Kiadó) nívódíjjal tüntette ki. Önálló rajzaiból (linómetszetek és tollrajzok) gyakran közölt tőle az Élet és Irodalom is.
Festményeinek természetábrázolására jellemző, hogy a természeti motívumokat legtöbbször az elemi geometria formáira redukálva ábrázolja. A környezet rejtett részjelenségeinek vizsgálata és szemléltetése közben az élő és élettelen világ formáinak, szerkezetének közös eredetét, hasonlóságát tárja fel.  Műveinek jelentős gyűjteménye a szolnoki Damjanich János Múzeumban található.
Budapesten él. A Budahegyvidéki Református Egyházközség presbitere. Napilapokba és egyházi folyóiratokba a református élet eseményeiről hírt adva, gondolatairól rendszeresen publikál.

## Egyéni kiállításai
- 1972 • Fényes Adolf Terem, Budapest
- 1979 • Magyar Intézet, Varsó
- 1982 • Fészek Klub, Budapest
- 1984 • Művelődési Központ, Pomáz
- 1984 • Rátkai Klub, Budapest
- 1996 • Grafikai Galéria 22, Budapest
- 1997 • Nemzeti Tankönyvkiadó Galéria, Budapest
- 1998 • Vármegye Galéria, Budapest
- 2006 • Terra Nostra, Országos Mezőgazdasági Könyvtár és Dokumentációs Központ, Budapest

## Válogatott csoportos kiállítások
- Miskolci Grafikai Biennálék
- 2000 • Közlekedési, Vízügyi és Hírközlési Minisztérium, Budapest
- 2000  • Jaschik Álmos és szabadiskolája, Tölgyfa Galéria, Budapest

## Műveiből

### Festmények, metszetek
- Éjszaka, szitanyomat, 22x27 cm
- Vörös fényben (1995), akril, 10 x 25 cm
- Keszthelyi utca, 1963, linómetszet, 156/23, 23 x 28,5 cm
- Présházak, rézkarc (szig), 8 x 20 cm
- Pihenő akt, 67 x 94 cm

### Kötésterveiből
- Graham Greene: A csendes amerikai (borítón Kolosváry Bálint rajza), 1974.
- Incze Miklós, Ormos Mária: Európai fasizmusok 1919-1939. Budapest, 1976. (Grafikai borítóterv)
- Egri Viktor: Szívet cserélni nehéz, 1978. (Grafikai borítóterv)
- Isaac Asimov: A hold tragédiája, 1979. (Grafikai borítóterv)
- Demény Ottó: Arany-patak, 1980. (Grafikai borítóterv)
- Moldova György: Gázlámpák alatt. Az idegen bajnok, 1982.  (Grafikai borítóterv)
- Szabó Miklós: A pedagógus Tolsztoj, 1987. (Grafikai borítóterv)
- M. Szabó Miklós: A Magyar Királyi Honvéd légierő a második világháborúban, 1987. (Borító)
- Hernádi Sándor: Az olvasás bűvészete, 1989. (Grafikai borítóterv)
- Antalné Dr. Szabó Ágnes és Dr. Raátz Judit : Magyar nyelv és kommunikáció - Tankönyv 15-16 éveseknek. 1999, (Grafikai borító)

### Írásaiból
- Kősziklára kell építkeznünk, hogy megmaradhassunk.Ökumenikus zarándokúton a Délvidéken In:Új Ember 2001. 09. 02. LVII. évf. 35.
- Semmi felől ne aggódjatok, A Keresztény Orvosok Magyarországi Társaságának konferenciája és közgyűlése In: Evangélikus Élet